# Fernando Osorio
Fernando Arcadio Osorio Cabello (* 31. Dezember 1946 in San Antonio) ist ein ehemaliger chilenischer Fußballspieler. Mit dem CSD Colo-Colo kam der auch als Guateperro bekannte Osorio ins Finale der Copa Libertadores 1973. Für die Nationalmannschaft Chiles absolvierte der Offensivspieler elf Länderspiele, in denen er drei Tore erzielte.

## Karriere

### Verein
Fernando Osorio nahm zusammen mit einem Freund an einem Probetraining beim CD O’Higgins teil und wurde auf Empfehlung des Trainers José Pérez sofort in die Profimannschaft aufgenommen, in der er noch 1963 im Alter von 16 Jahren debütierte. Nach sechs Jahren in Rancagua wechselte Osorio 1969 zu den Santiago Wanderers, ging jedoch ein Jahr später zurück in den Süden zu Lota Schwager. 1972 machte Osorio einen Karriereschritt zum Topklub CSD Colo-Colo, mit dem er die Meisterschaft 1972 gewann. Bei der Copa Libertadores 1973 erreichte er mit den Caciques das Finale und musste sich dem argentinischen Vertreter CA Independiente in drei Spielen knapp nach Verlängerung geschlagen geben. Nach der Finalteilnahme ging Osorio zurück zu den Santiago Wanderers, bei denen er fünf Jahre spielte. In der Saison 1977 stiegen die Wanderers über die Relegationsliguilla ab, nur ein Jahr später allerdings wieder in die höchste Spielklasse auf. 
Nach dem Aufstieg mit den Wanderers blieb Osorio allerdings in der zweiten Liga und wechselte zu San Antonio Unido aus seiner Heimatstadt. Danach spielte er für die Zweitligisten Rangers de Talca und Trasandino und beendete 1982 seine Karriere im Trikot der Wanderers, die mittlerweile auch wieder in der Zweitklassigkeit gelandet waren.

### Nationalmannschaft
In der chilenischen Nationalmannschaft gab Fernando Osorio im Juli 1971 beim 3:2-Freundschaftsspielerfolg gegen Paraguay sein Länderspieldebüt. Bereits nach zwei Spielminuten traf er zur 1:0-Führung. Weitere Freundschaftsspiele und -turniere folgten. Das letzte Länderspiel absolvierte er im Februar 1972 gegen Haiti. Insgesamt kommt Osorio auf elf Länderspiele, in denen er drei Treffer erzielte.

## Erfolge
Colo-Colo
- Chilenischer Meister: 1972
- Finalist der Copa Libertadores: 1973